# Тригониеви
Тригониевите (Trigoniaceae) са семейство растения от разред Малпигиецветни (Malpighiales).
Таксонът е описан за пръв път от френския ботаник Адриен дьо Жусийо през 1849 година.

## Родове
- Humbertiodendron
- Isidodendron
- Trigonia
- Trigoniodendron